# Тимофій Михайлович Орендаренко
Тиміш Михайлович Орендаренко, також Тимофíй Орендарéнко (Оренда), (?, Канів;— ?) — гетьман реєстрових козаків (1630—1631, 1632—1633).
За одним з припущень був жидом-вихрестом, сином юдея-орендаря. Обраний у червні 1630 року в Переяславі під час переговорів про завершення козацького виступу під проводом Тараса Федоровича, у якому брав участь. Підписав Переяславську угоду 1630 року із гетьманом Станіславом Конєцпольським . Надіслав до Варшави текст нової угоди між козаками та владою Речі Посполитої, однак сейм її відхилив.
Очолював козацький загін (12 тисяч чоловік із десятьма гарматами), що брав участь у боях під Смоленськом у вересні 1633 — березні 1634 років під час Смоленської війни між Річчю Посполитою і Московським царством.
Усунутий від влади. Подальша доля його невідома.
Його нащадки Арандаренко Микола Іванович та Арандаренко Георгій Олексійович.